# Амфілохій (Стергіу)
Митрополит Амфілохій (грец. Μητροπολίτης Αμφιλόχιος, в миру Ніколаос Стергіу, грец. Νικόλαος Στεργίου; 6 вересня 1961, Мегара, Аттика, Греція) — єпископ Константинопольської православної церкви; митрополит Адріанопольський, іпертим і екзарх всього Гемімонту.

## Біографія
Народився 6 вересня 1961 року в місті Мегарі, в Аттиці, у Греції.
Закінчив Афінський університет. Проходив служіння в Мегарській митрополії.
6 травня 1984 року в ставропігійному монастирі Святої Параскеви (Ιερά Μονή Αγίας Παρασκευής Μαζίου) в Мазі був пострижений у чернецтво. Того ж року був висвячений на єродиякона, а в 1986 році - на ієромонаха з возведенням у сан архимандрита.
Висувався кандидатом на заміщення митрополичої кафедри в Яннинській митрополії, але не був затверджений на засіданні Священного синоду Елладської православної церкви.
3 жовтня 2014 року рішенням Священного синоду Константинопольського патріархату обраний титулярним митрополитом Адрианопольским з дорученням представляти інтереси патріархату в Афінах.
18 жовтня 2014 року в Георгіївському соборі на Фанарі хіротонізований в сан єпископа і зведений в гідність митрополита. Хіротонію здійснили Патріарх Варфоломій, митрополит Мілетський Апостол (Вулгаріс), митрополит Ієрапитнійський і Ситійський Євгеній (Політіс), митрополит Дідмотихський Дамаскин (Карпафакіс), митрополит Іконійський Феоліпт (Фенерліс), митрополит Камерунський Григорій (Стергіу) (Олександрійський Патріархат), митрополит Нилопольський Геннадій (Стандзиос) (Олександрійський Патріархат), митрополит Прусський Елпидифор (Ламбриніадіс), єпископ Бачський Іриней (Булович) (Сербський Патріархат).
15 грудня 2018 року брав участь в Об'єднавчому соборі українських православних церков. Перший ієрарх, який відслужив літургію у Видубицькому монастирі з кліриками новоствореної Православної церкви України.
3 лютого 2019 року взяв участь у інтронізації митрополита Епіфанія. 

## Нагороди
- 5 січня 2019 року у Стамбулі під час офіційного прийняття з нагоди підписання Томосу про автокефалію Православної Церкви України Вселенським Патріархом Варфоломієм, Президент України Петро Порошенко вручив митрополиту Адріанополіса, директору представництва Вселенського Патріархату в Афінах Амфілохію орден «За заслуги» III ступеня, яким він був нагороджений за визначну діяльність, спрямовану на зміцнення авторитету православ'я у світі, утвердження ідеалів духовності і милосердя, вагомий особистий внесок у розбудову автокефальної помісної Православної церкви України.[7][8]